# Abgeltungsteuer
Eine Abgeltungsteuer im weiteren Sinne ist eine Quellensteuer, durch die der Steuerabzug bei der auszahlenden Stelle abgegolten ist und daher eine gesonderte Veranlagung des Leistungsempfängers mit Anwendung des individuellen Steuersatzes überflüssig macht. Die bekannteste Form sind bestimmte Anwendungen der Kapitalertragsteuer, welche auch, soweit eine Abgeltungswirkung eintritt, teilweise synonym als Abgeltungsteuer bezeichnet wird.
Auch bestimmte Erhebungsformen für beschränkt Steuerpflichtige (z. B. bei inländischen Einkünften von ausländischen Künstlern, Sportlern oder Aufsichtsräten) sind als Abgeltungsteuern ausgestaltet. Weniger gebräuchlich, wenn auch korrekt, ist die Bezeichnung der Lohnsteuer als Abgeltungsteuer, wenn eine Veranlagung (durch die Abgabe einer Jahressteuererklärung) nicht vonnöten ist.

## Abgeltungsteuer in Deutschland
In Deutschland bewirken folgende Steuertatbestände, jeweils unter bestimmten Voraussetzungen, die Abgeltung der Einkommensteuer oder Körperschaftsteuer:
- die Kapitalertragsteuer (§ 43 Abs. 5 EStG, § 32 KStG i. V. m. § 43 ff. EStG),
- der Steuerabzug bei beschränkt Steuerpflichtigen (§ 50 Abs. 2 EStG, § 32 KStG i. V. m. § 50a EStG) sowie
- die Lohnsteuer (§ 46 EStG i. V. m. § 38 ff. EStG).

## Abgeltungsteuer in Österreich
In Österreich gilt seit dem 1. Januar 1993 eine Abgeltungsteuer auf Kapitalerträge. Rechtsgrundlage ist das Endbesteuerungsgesetz. Der Steuersatz von ursprünglich 22 % wurde ab 1996 auf 25 % angehoben. Von der Abgeltungsteuer ausgenommen sind endbesteuerte körperschaftsteuerpflichtige Zertifikate. Spekulationsgewinne sind höchstens mit einem Steuersatz von 25 %, mindestens aber mit dem individuellen Steuertarif zu versteuern. Kursgewinne aus Investmentfonds, welche länger als zwölf Monate gehalten werden, sind mit 5 % zu versteuern (Substanzgewinne). Sogenannte Schwarze Investmentfonds sind bestimmte ausländische Fonds, für die zum Jahresende mindestens 2,5 % des gehaltenen Wertes an das Finanzamt abgeführt werden müssen, unabhängig von der vorangegangenen Kursentwicklung.
Auf Antrag des Steuerpflichtigen können die Kapitaleinkünfte zur Einkommensteuer veranlagt werden. Ist die Besteuerung mit dem individuellen Steuersatz günstiger als die Pauschalbesteuerung von 25 %, wird die Steuerdifferenz erstattet.
Mit der Abgeltungsteuer wurde in Österreich bis zu ihrer Abschaffung auch die Erbschaftsteuer abgegolten (deshalb die Bezeichnung Endbesteuerung).
Verbunden mit der Einführung der Abgeltungsteuer war eine Steueramnestie für hinterzogene Steuern auf Kapitaleinkünfte, sofern der Steuerpflichtige diese im Einführungsjahr offenlegte. Diese Amnestieregelung führte zur Offenlegung umfangreicher Kapitaleinkünfte.
Hintergrund dieser Regelungen ist das in Österreich in § 38 des Bankwesengesetzes geregelte Bankgeheimnis, das es den Finanzbehörden unmöglich machte, Auskünfte über Kapitaleinkünfte zu erhalten. Es wurde daher davon ausgegangen, dass vor Einführung der Abgeltungsteuer lediglich 5 bis 10 % der Einkünfte aus Kapitalvermögen versteuert wurden.
Seit 2011 hat Österreich die Spekulationsfrist aufgehoben. Für (depotgebunden verwaltete) Käufe von Aktien mit Anschaffungsdatum ab 1. Januar 2011 (und für Anschaffungen anderer Wertpapiere ab März 2012) wurde eine 25 % Kapitalertragsteuer (KESt) auf Kursgewinne fällig. Seit Jänner 2016 beträgt der Steuersatz 27,5 %. Als Voraussetzung für die Erhöhung dieses KEST-Satzes – der auf Grund einer verfassungsgesetzlichen Bestimmung höchstens die Hälfte des Einkommensteuerhöchstsatzes betragen darf – wurde eine zusätzliche „höchste Einkommensteuerklasse“ mit 55 % eingeführt. Dem KEST-Satz in Höhe von 27,5 % unterliegen Kursgewinne auf veräußerte Aktien (welche ab 1. Januar 2011 angeschafft wurden) sowie Kursgewinne auf sonstige Wertpapiere (wie z. B. Anleihen, welche ab März 2012 angeschafft wurden); außerdem unterliegen der 27,5-prozentigen Besteuerung etwa auch Dividenden auf Aktien sowie Zinsen auf Anleihen, während die Kapitalertragsteuer auf Zinsen von Bankguthaben (Sparbuchzinsen) nach wie vor 25 % beträgt.
Von der Kursgewinnbesteuerung ausgenommen sind „steuerliche Altbestände“ (Aktien vor 1. Januar 2011 angeschafft und sonstige Wertpapiere vor März 2012 angeschafft), welche im Zeitpunkt der Veräußerung zumindest ein Jahr gehalten wurden.

## Abgeltungsteuer in Luxemburg
In Luxemburg gilt für in Luxemburg Steuerpflichtige seit 2006 eine fünfzehnprozentige Abgeltungsteuer auf Zinserträge, zum Beispiel bei Sparkonten, Festgeld, Zinszahlung von Anleihen und Callgeldern. Für EU-Bürger mit Wohnsitz außerhalb Luxemburgs, die aus Luxemburg Zinserträge beziehen, gilt im Rahmen der europäischen Richtlinie über die Besteuerung von Zinserträgen aus Sparvermögen bis zum 30. Juni 2011 ein Quellensteuersatz von 20 %, ab dem 1. Juli 2011 35 %. Die betroffenen EU-Bürger können jedoch auch für den Informationsaustausch zwischen ihrem luxemburgischen Finanzinstitut und ihrer zuständigen Steuerbehörde optieren.
Kursgewinne werden nach einer Haltefrist von sechs Monaten in Luxemburg nicht besteuert.

## Europäischer Vergleich von Abgeltungsteuern bei Kapitalerträgen
Die Mehrzahl der europäischen Staaten hat bereits Abgeltungsteuersysteme eingeführt, die Bemessungsgrundlage differiert allerdings von Land zu Land. In einigen Staaten hängt die Belastung der Kursgewinne degressiv von der Haltedauer ab (nach Ablauf einer Haltefrist unterliegen sie in einigen Ländern keiner Steuerpflicht mehr), in anderen werden Zinseinkünfte oder Dividenden mit einer anderen (evtl. progressiven) Einkommensteuer belastet. Der Steuertarif ist teilweise von der Einkommensart (Zinsen, Dividenden, Kursgewinne) abhängig.
| Land         | Zinsen    | Dividenden      | Kursgewinne     | Art |
| ------------ | --------- | --------------- | --------------- | --- |
| Belgien      | 15        | 25              | 0 (33)          | Abgeltungsteuer ohne Kursgewinne und mit Optionsmöglichkeit, Spekulationsfrist sechs Monate |
| Dänemark     | 0         | 28              | 28 (bis 59)     | Abgeltungsteuer mit Optionsmöglichkeit; Spekulationsfrist 36 Monate |
| Deutschland  | 26,4…27,8 | 26,4…27,8       | 26,4…27,8       | 25 % (zuzüglich Solidaritätszuschlag, ggf. Verrechnung Kirchensteuer); Optionsmöglichkeit zur Einkommensteuerveranlagung. Bei Zinsen kein Steuerabzug bei Steuerausländern (im Ausland wohnhaft) |
| Finnland     | 28        | 28              | 17 (28)         | Definitive Abgeltungsteuer für Zinsen, Kursgewinnsteuer sinkt über zehn Jahre |
| Griechenland | 10        | 0               | 0               | Definitive Abgeltungsteuer für Zinsen |
| Irland       | 25        | 20              | 25              | Definitive Abgeltungsteuer, Ausnahmen für Private Equity |
| Italien      | 26        | 26              | 26              | Definitive Abgeltungsteuer |
| Litauen      | 0         | 15              | 0               | Definitive Abgeltungsteuer für Dividenden |
| Luxemburg    | 10        | 10              | 0 (40)          | Definitive Abgeltungsteuer, Spekulationsfrist sechs Monate |
| Malta        | 15        | 0               | 0               | Abgeltungsteuer mit Optionsmöglichkeit zur Einkommensteuerveranlagung für Zinsen |
| Österreich   | 25        | 27,5            | 27,5            | Abgeltungsteuer mit Optionsmöglichkeit zur Einkommensteuerveranlagung |
| Polen        | 19        | 19              | 19              | Definitive Abgeltungsteuer |
| Portugal     | 20        | 28 (Stand 2016) | 28 (Stand 2016) | Abgeltungsteuer mit Optionsmöglichkeit zur Einkommensteuerveranlagung(Stand:2016); |
| Schweden     | 30        | 30              | 30              | Definitive Abgeltungsteuer |
| Schweiz      | 35        | 35              | 0               | Verrechnungssteuer (wird vollumfänglich zurückerstattet) |
| Spanien      | 18        | 18              | 18 (bis 43)     | Spekulationsfrist 1 Jahr: innerhalb der Frist bis zu 43 % (je nach Gesamteinkommen), nach Ablauf der Frist 18 %                                                                                  |
| Tschechien   | 15        | 15              | 0               | Definitive Abgeltungsteuer ohne Kursgewinne |

Stand 2005